# Sydney J. Bounds
Sydney James Bounds (geboren am 4. November 1920 in Brighton, Sussex; gestorben am 24. November 2006 in Telford, Shropshire) war ein britischer Schriftsteller.

## Leben
Bounds arbeitete nach einem Studium der Elektrotechnik bei der Londoner U-Bahn. Ende der 1940er Jahre begann er Science-Fiction-Kurzgeschichten in den Pulp-Magazinen der Zeit zu veröffentlichen und beschloss, fortan als freier Schriftsteller zu arbeiten. In den folgenden über 50 Jahren veröffentlichte er Dutzende von Romanen und Hunderte von Kurzgeschichten, wobei er sich nicht auf Science-Fiction beschränkte (die allerdings einen Großteil seiner Produktion ausmacht), sondern in praktisch allen Genres der Unterhaltungsliteratur arbeitete, dazu gehören Horrorliteratur, Mystery, Krimis und Westernromane. Außerdem schrieb er für Jugendmagazine.
Seine Arbeiten erschienen unter zahlreichen Pseudonymen und oft auch anonym.
2005 erschienen zwei Bände mit gesammelten SF-Kurzgeschichten bei Wildside Press, herausgegeben von Philip Harbottle. 2016 erschien eine überarbeitete Fassung.
In Würdigung seiner zahlreichen Arbeiten wird als Teil der British Fantasy Awards seit 2009 für das „Beste Nachwuchstalent“ der Sydney J. Bounds Award verliehen.

## Bibliografie

### Romane
Science Fiction
- Frontier Legion (1952–1953)
- The Adaptable Planet (1953)
- Dimension of Horror (1953; auch: The Vanishing Man, 2010)
- Project Starship (1954)
- The Moon Raiders (1955)
- Frontier Encounter (1956)
- The Robot Brains (1957; auch: Mission of the Brains, 2009)
- The World Wrecker (1956)

Mystery- und Horror
- Carla’s Revenge (1951)
- Dragnet (1951)
- als Rex Marlowe: Hell Hath No Fury (1951)
- Terror Rides the West Wind (1951)
- Dimension of Horror (1953)
- Mission of the Brains (1957)
- Two Times Murder (1960)
- The Girl Hunters (1964)
- The Cleopatra Syndicate (1982)
- Boomerang (1990)
- Enforcer (1990)
- Two Times Murder (2004)
- Murder in Space (2007)
- Sword of Damocles (2008)

Western
- als James Marshal: Gunman’s Revenge (1951, auch als Alexander Black: Killer Unmasked, 2000)
- als Wes Sanders: Gunhand (1957, auch als Vermilion Springs’ Vendetta, 2000)
- A Man Called Savage (2000)
- Shadow of the Noose (2001)
- Savage’s Feud (2002)
- The Savage River (2003)
- Border Savage (2004)
- Savage – Manhunter (2004)
- Savage’s Quest (2005)
- Savage’s Trap (2005)
- Savage Rides West (2007)

### Sammlungen
- The Best of Sydney J. Bounds, Volume 1: Strange Portrait and Other Stories (2005, ISBN 1-58715-516-8 und 2016, ISBN 978-1-5308-3508-9)
- The Best of Sydney J. Bounds, Volume 2: The Wayward Ship and other Stories (2005, ISBN 1-58715-517-6 und 2016, ISBN 978-1-5331-7858-9)

### Kurzgeschichten
1946:
- Strange Portrait (in: Outlands, Winter 1946)

1949:
- Too Efficient (1949, in: New Worlds, #5)

1950:
- Martian Ape Men (1950, in: Futuristic Science Stories, No. 3)
- Menace from the Atom (1950, in: Futuristic Science Stories, No. 3)
- Prison Planet (1950, in: Futuristic Science Stories, No. 3)
- The Spirit of Earth (in: New Worlds, #8 Winter 1950)
- Vultures of the Void (1950, in: Futuristic Science Stories, No. 2)

1951:
- The City (in: Other Worlds Science Stories, May 1951)
- Liaison Service (in: New Worlds, #12 Winter 1951)

1952:
- A Matter of Salvage (in: New Worlds, #13 January 1952)
- The Flame Gods (in: New Worlds, #14 March 1952)
- Frontier Legion (6 Teile in: Authentic Science Fiction, #26 (October) 1952  ff.)
- The Treasure of Tagor (in: Science-Fantasy, v 2 # 4, Spring 1952)

1953:
- Galactic Quest (in: New Worlds, #19 January 1953)
- Adaptable Planet (1953, in: Nebula Science Fiction, Number 4)

1954:
- Weather Station (1954, in: Nebula Science Fiction, Number 8)
- One Hour (in: Authentic Science Fiction Monthly, #50 October 1954)
- Portrait of a Spaceman (in: New Worlds Science Fiction, #28 October 1954)
- Project Star-Ship (1954, in: Nebula Science Fiction, Number 10)
- It’s Dark Out There (in: Authentic Science Fiction Monthly, #51 November 1954)
- First Trip (in: Science Fantasy, v 4 #11, 1954)
- John Brown’s Body (in: Authentic Science Fiction Monthly, #52 December 1954)

1955:
- Sole Survivor (in: New Worlds Science Fiction, #32 February 1955)
- The Active Man (in: New Worlds Science Fiction, #33 March 1955)
- Symbiosis (in: Authentic Science Fiction Monthly, #56 April 1955)
- The Dishwasher (in: Authentic Science Fiction Monthly, #60 (August) 1955)
- Time for Murder (in: Authentic Science Fiction Monthly, #62 October 1955)
- The Beautiful Martian (1955, in: Nebula Science Fiction, Number 14)

1956:
- Leave (in: Authentic Science Fiction Monthly, #65 (January) 1956)
- Frontier Encounter (1956, in: Nebula Science Fiction, Number 16)
- Grant in Aid (in: Authentic Science Fiction Monthly, #67 (March) 1956)
- Act of Courage (in: Authentic Science Fiction Monthly, #68 (April) 1956)
- Reaching for the Stars (in: Fantastic Universe, June 1956)
- First Lesson (in: New Worlds Science Fiction, #49 July 1956)
- Mutation (in: New Worlds Science Fiction, #51 September 1956)
  - Deutsch: Der Mutant. In: Geheimagent einer anderen Welt und zwei weitere SF-Storys. Pabel (Utopia Zukunftsroman #466), 1965.
- We Call It Home (in: New Worlds Science Fiction, #53 November 1956)
- Random Power (in: Science Fantasy, v 7 #20, 1956)

1958:
- The Wayward Ship (in: New Worlds Science Fiction, #72 June 1958)
- Outside (in: New Worlds Science Fiction, #73 July 1958)
- The Mules (in: New Worlds Science Fiction, #74 August 1958)

1962:
- Out There (1962, in: Science Fiction Adventures, No. 28)

1964:
- Scissors (1964, in: Science Fantasy, #63 February)
- Private Shape (in: New Worlds SF, #144 September-October 1964)

1966:
- World of Shadows (in: New Worlds, June 1966)

1968:
- Public Service (1968, in: John Carnell (Hrsg.): New Writings in S.F.—13)

1969:
- The Ballad of Luna Lil (1969, in: John Carnell (Hrsg.): New Writings in S-F 14)
- The Flesh is Weak (1969, in: Christine Bernard (Hrsg.): The 4th Fontana Book of Great Horror Stories)
- Young Blood (1969, in: Christine Bernard (Hrsg.): The 4th Fontana Book of Great Horror Stories)
- World to Conquer (in: Vision of Tomorrow #3, November 1969)
- Throwback (1969, in: John Carnell (Hrsg.): New Writings in S-F 16)

1970:
- Ward 13 (in: Vision of Tomorrow #4, January 1970)
- One of the Family (in: Vision of Tomorrow #5, February 1970)
- Limbo Rider (in: Vision of Tomorrow #7, April 1970)
- The Ghost Sun (in: Vision of Tomorrow #8, May 1970; mit John Russell Fearn)
- Musicale (in: Vision of Tomorrow #9, June 1970)
- Blind Eye (in: Vision of Tomorrow #10, July 1970)
- No Greater Love (in: Vision of Tomorrow #10, July 1970)
- House of Fear (1970, in: Mary Danby (Hrsg.): The Third Armada Ghost Book)

1971:
- Cold Sleep (1971, in: Mary Danby (Hrsg.): The 6th Fontana Book of Great Horror Stories)
- The Haunted Cave (1971, in: Carolyn Lloyd (Hrsg.): Animal Ghosts)

1972:
- The Ghost Train (1972, in: Mary Danby (Hrsg.): The Fourth Armada Ghost Book)
- The Possessed (1972, in: John Carnell (Hrsg.): New Writings in SF (21))

1973:
- Monitor (1973, in: Kenneth Bulmer (Hrsg.): New Writings in SF 22)
- The Haunted Tower (1973, in: Mary Danby (Hrsg.): The Fifth Armada Ghost Book)

1974:
- Starport (in: Science Fiction Monthly, March 1974)
- Hothouse (1974, in: Mary Danby (Hrsg.): Frighteners)
- The Mask (1974, in: Mary Danby (Hrsg.): Frighteners)
- Room at the Inn (1974, in: Mary Danby (Hrsg.): The Sixth Armada Ghost Book)

1975:
- The Hanging Tree (1975, in: Mary Danby (Hrsg.): The Seventh Armada Ghost Book)
- Homecoming (1975, in: Mary Danby (Hrsg.): The 9th Fontana Book of Great Horror Stories)
- Talent Spotter (1975, in: Kenneth Bulmer (Hrsg.): New Writings in SF 25)
- The Animators (1975, in: R. Chetwynd-Hayes (Hrsg.): Tales of Terror from Outer Space)
- The Guardian at Hell’s Mouth (1975, in: R. Chetwynd-Hayes (Hrsg.): The First Armada Monster Book)
- The Man In The Mirror (1975, in: R. Chetwynd-Hayes (Hrsg.): The Eleventh Fontana Book of Great Ghost Stories)

1976:
- A Little Night Fishing (1976, in: R. Chetwynd-Hayes (Hrsg.): The Twelfth Fontana Book of Great Ghost Stories)
- A Complete Collection (1976, in: Mary Danby (Hrsg.): Frighteners 2)
- Dream Ghost (1976, in: Mary Danby (Hrsg.): The Eighth Armada Ghost Book)
- An Eye for Beauty (1976, in: Mary Danby (Hrsg.): Frighteners 2)
- The Pauper’s Feast (1976, in: R. Chetwynd-Hayes (Hrsg.): Gaslight Tales of Terror)
- The Well at Wurrum’s End (1976, in: R. Chetwynd-Hayes (Hrsg.): The Second Armada Monster Book)

1977:
- Borden Wood (in: Fantasy Tales V1n2, Winter 1977)
- The Haunted Circus (1977, in: Mary Danby (Hrsg.): The Ninth Armada Ghost Book)
- Valley of the Monsters (1977, in: R. Chetwynd-Hayes (Hrsg.): The Third Armada Monster Book)

1978:
- Hunters’ Hill (1978, in: Mary Danby (Hrsg.): The Tenth Armada Ghost Book)
- No-Face (1978, in: Mary Danby (Hrsg.): The 11th Fontana Book of Great Horror Stories)

1979:
- The Solution (in: The Diversifier, #28-29 February-March 1979)
- The Old Siege House (1979, in: Mary Danby (Hrsg.): The Eleventh Armada Ghost Book)
- The Night Walkers (1979, in: R. Chetwynd-Hayes (Hrsg.): The Fifteenth Fontana Book of Great Ghost Stories)
- Satan (1979, in: R. Chetwynd-Hayes (Hrsg.): The Fifth Armada Monster Book)

1980:
- The Circus (1980, in: Mary Danby (Hrsg.): The 13th Fontana Book of Great Horror Stories)
- The Haunted Village (1980, in: Mary Danby (Hrsg.): The Twelfth Armada Ghost Book)
- The Space Pirates (1980, in: Purnell’s Book of Adventures in Space)

1981:
- Ghost Hunter (1981, in: Mary Danby (Hrsg.): The Thirteenth Armada Ghost Book)

1982:
- The Train Watchers (1982, in: Mary Danby (Hrsg.): The Fourteenth Armada Ghost Book)

1983:
- Something Nasty (1983, in: Mary Danby (Hrsg.): Nightmares)
- Spirit of the Trail (1983, in: Mary Danby (Hrsg.): The Fifteenth Armada Ghost Book)

1985:
- House of Horror (1985, in: Mary Danby (Hrsg.): Nightmares 3)

1986:
- Cute (in: Dream Magazine, #3, January 1986)
- The Miniatures (in: Dream Magazine, #4, March 1986)
- Last Act (in: Dream Magazine, #5, May 1986)
- Killing Machine (in: Dream Magazine, #8, November 1986)

1987:
- Something Old, Something Evil (in: Winter Chills #1, January 1987)
- Tiger by the Tail (in: Dream Magazine, #10, March 1987)
- The Glory Hole (in: New Moon Quarterly, December 1987)
- Worst Enemy (1987, in: Out of the Woodwork!, No. 2)

1988:
- The Organ Bank Caper (in: Mystique: Tales of Wonder, January 1988)
- The Seventh Gnome (in: New Moon Quarterly, March 1988)
- Final Contact (in: Dream Quarterly, #16, Summer 1988)
- The Children’s Crusade (in: Dream Quarterly, #18, Winter 1988)

1990:
- Find the Mage (in: Auguries #12, 1990)
- Drink to the Good Old Days (1990, in: Rob Meades und David B. Wake (Hrsg.): Drabble II – Double Century)
- Murder by Magic (in: Dream Science Fiction #23, Spring 1990)
- Mage of the Monkeys (1990, in: Richard Dalby (Hrsg.): Mystery for Christmas)

1991:
- In His Image (in: Fantasy Booklet #1, Spring 1991)
- The News at One (in: Fantasy Booklet #2, Summer 1991)
- Successor (in: Fantasy Booklet #1, Spring 1991)

1992:
- Mage for Hire (in: Auguries #16, 1992)

1996:
- The Lonely Alien (1996, in: Mike Ashley (Hrsg.): Space Stories)

1997:
- Call Me John (1997, in: Philip Harbottle und Sean Wallace (Hrsg.): Fantasy Annual No. 1)
- The Long Journey (1997, in: Philip Harbottle und Sean Wallace (Hrsg.): Fantasy Annual No. 1)

1998:
- The Disappearance (1998, in: Philip Harbottle und Sean Wallace (Hrsg.): Fantasy Annual 2)
- No Way Back (1998, in: Philip Harbottle und Sean Wallace (Hrsg.): Fantasy Annual 2)
- The Silver Disc (1998, in: Philip Harbottle und Sean Wallace (Hrsg.): Fantasy Annual 2; mit John Russell Fearn)

1999:
- The Legend of Nanny’s World (1999, in: Philip Harbottle (Hrsg.): Gryphon Science Fiction and Fantasy Reader #1)
- Private Mage (1999, in: Philip Harbottle (Hrsg.): Gryphon Science Fiction and Fantasy Reader #1)
- Advent (1999, in: Philip Harbottle und Sean Wallace (Hrsg.): Fantasy Annual 3: New Stories of Science Fiction and Fantasy)
- The Burrowers (1999, in: Philip Harbottle und Sean Wallace (Hrsg.): Fantasy Annual 3: New Stories of Science Fiction and Fantasy)
- Derelict (1999, in: Philip Harbottle und Sean Wallace (Hrsg.): Fantasy Annual 3: New Stories of Science Fiction and Fantasy)
- A Matter of Vibration (1999, in: Philip Harbottle und Sean Wallace (Hrsg.): Fantasy Annual 3: New Stories of Science Fiction and Fantasy; mit John Russell Fearn)

2000:
- Rendezvous (2000, in: Philip Harbottle und Sean Wallace (Hrsg.): Fantasy Annual 4: New Stories of Science Fiction and Fantasy)
- Swarm of the Red Giant (2000, in: Philip Harbottle und Sean Wallace (Hrsg.): Fantasy Annual 4: New Stories of Science Fiction and Fantasy)
- Under the Rings of Saturn (2000, in: Philip Harbottle und Sean Wallace (Hrsg.): Fantasy Annual 4: New Stories of Science Fiction and Fantasy)

2001:
- In Solitary (2001, in: Philip Harbottle (Hrsg.): Fantasy Quarterly 1)

2002:
- The Face of the Deep (2002, in: Philip Harbottle (Hrsg.): Fantasy Adventures #1)
- Shapeless (2002, in: Philip Harbottle (Hrsg.): Fantasy Adventures #2)
- Writer for Hire (2002, in: Philip Harbottle (Hrsg.): Fantasy Adventures #2)

2003:
- The Tapestry (2003, in: Sean Wallace und Philip Harbottle (Hrsg.): Fantasy Annual 5)
- All in the Mind (2003, in: Philip Harbottle (Hrsg.): Fantasy Adventures #4)
- The Ballet of the Cats (2003, in: Philip Harbottle (Hrsg.): Fantasy Adventures # 3)
- The Excavation (2003, in: Philip Harbottle (Hrsg.): Fantasy Adventures #6)
- Fear for the Dead (2003, in: Philip Harbottle (Hrsg.): Fantasy Adventures #4)
- Moon Dive (2003, in: Philip Harbottle (Hrsg.): Fantasy Adventures #6)
- The Trunk (2003, in: Philip Harbottle (Hrsg.): Fantasy Adventures #7)
- The Wall (2003, in: Philip Harbottle (Hrsg.): Fantasy Adventures #5)

2004:
- Dreamboat (2004, in: Philip Harbottle (Hrsg.): Fantasy Adventures 9)
- Half-Hero (2004, in: Philip Harbottle (Hrsg.): Fantasy Adventures 8)
- A Present from Earth (2004, in: Philip Harbottle (Hrsg.): Fantasy Adventures 10)
- A Taste for Blood (2004, in: Stephen Jones (Hrsg.): The Mammoth Book of Vampires)
- Victim (2004, in: Philip Harbottle (Hrsg.): Fantasy Adventures #11)

2006:
- Sunskimmer (2006, in: Philip Harbottle (Hrsg.): Fantasy Adventures #12)

2007:
- Downmarket (2007, in: Stephen Jones (Hrsg.): The Mammoth Book of Monsters)

2008:
- A Fool Forever (2008, in: Philip Harbottle (Hrsg.): Fantasy Adventures #13)
- Guinea Pigs (2008, in: Philip Harbottle (Hrsg.): Fantasy Adventures #13)
- In the Frame (2008, in: Philip Harbottle (Hrsg.): Fantasy Adventures #13)
- Plague Pit (2008, in: Philip Harbottle (Hrsg.): Fantasy Adventures #13)
- The Second Victim (2008, in: Philip Harbottle (Hrsg.): Fantasy Adventures #13)
- Serpent Dancer (2008, in: Philip Harbottle (Hrsg.): Fantasy Adventures #13)
- A Time for Contact (2008, in: Philip Harbottle (Hrsg.): Fantasy Adventures #13)
- Sword of Damocles (2008)

2012:
- The Book Miser (2012, in: Brian N. Ball (Hrsg.): The Baker Street Boys: Two Baker Street Irregular Novellas / Time for Murder: Macabre Crime Stories)
- Cardillo’s Shadow (2012, in: Brian N. Ball (Hrsg.): The Baker Street Boys: Two Baker Street Irregular Novellas / Time for Murder: Macabre Crime Stories)
- The Crime at Black Dyke (2012, in: Brian N. Ball (Hrsg.): The Baker Street Boys: Two Baker Street Irregular Novellas / Time for Murder: Macabre Crime Stories)
- The Footprints (2012, in: Brian N. Ball (Hrsg.): The Baker Street Boys: Two Baker Street Irregular Novellas / Time for Murder: Macabre Crime Stories)
- The House in the Pines (2012, in: Brian N. Ball (Hrsg.): The Baker Street Boys: Two Baker Street Irregular Novellas / Time for Murder: Macabre Crime Stories)
- Knife for a Canary (2012, in: Brian N. Ball (Hrsg.): The Baker Street Boys: Two Baker Street Irregular Novellas / Time for Murder: Macabre Crime Stories)
- Terror Stalks the Séance Room (2012, in: Brian N. Ball (Hrsg.): The Baker Street Boys: Two Baker Street Irregular Novellas / Time for Murder: Macabre Crime Stories)